# Аксьоновська (Лузький район)
Аксьо́новська (рос. Аксёновская) — присілок у складі Лузького району Кіровської області, Росія. Входить до складу Лальського міського поселення.
Населення становить 49 осіб (2010, 74 у 2002).
Національний склад станом на 2002 рік — росіяни 95 %.

## Історія
Присілок був заснований 1625 року і мав у минулому назву Іоанно-Предтеченський Погост. 1860 року тут була збудована церква Іоанна Предтечі, яка у часи СРСР була перетворена в кузню.